# HD 128311 b
HD 128311 b是一顆距離地球約54光年的太陽系外行星，位於牧夫座。該行星的軌道是長橢圓形，與母恆星 HD 128311 的平均距離約1.1天文單位。它的質量下限是2.19倍木星質量。

## 外部連結
- . The Extrasolar Planets Encyclopaedia.   [2008-08-18]. （原始内容存档于2012-06-02）.
- . Exoplanets.   [2008-08-18]. （原始内容存档于2008-05-14）.